# Renato Bruson

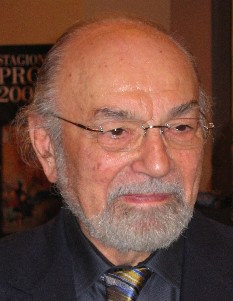
Renato Bruson

Renato Bruson (Granze, 1936. január 13. –) olasz operaénekes (bariton). A 20. század második felének és a 21. század elejének egyik legfontosabb Verdi baritonjának tartják.

## Élete
Már gyermekkorában kialakult a zene iránti szenvedélye a plébánia kórusában. Zenei tanulmányait a padovai konzervatóriumban kezdte, ahol ösztöndíjat kapott, amely lehetővé tette számára, hogy anyagi gondjai ellenére is részt vehessen a kurzusokon. A családjától nem kapott sok támogatást, semmirekellőnek tartották. Saját szavai szerint: „Azt gondolták, hogy csak azért szeretnék zenét tanulni, mert nem akarok dolgozni. Ott, ahol éltem, az volt az általános vélekedés, hogy aki dolgozik, annak van jövője, míg azokat, akik tanulnak, különösen, ha zenét tanulnak, kudarcosoknak tekintették, akik soha nem találják meg az útjukat az életben.” A konzervatórium vezetőségének segítségével és barátai támogatásával azonban folytatni tudta tanulmányait.
1960-ban a spoletói Teatro Lirico Sperimentale-ban debütált A trubadúr című operában mint Luna gróf. A következő évben Riccardo volt a római Teatro dell’Opera di Roma A puritánok című előadásában. Első fellépésén a Metropolitan Operában Enrico szerepét énekelte a Lammermoori Luciában 1969-ben. 1970-ben kezdte meg együttműködését Riccardo Muti karmesterrel Az álarcosbál firenzei előadásában. 1972-ben a Teatro alla Scalában Donizetti Linda di Chamonix-jában Antonio szerepében debütált, az Edinburgh-i Fesztiválon 1972-ben Ezio volt az Attila című operában. 1975-ben nagy sikert aratott a Covent Garden-ben Az álarcosbál Renato szerepében. 1978-ban a bécsi Staatsoper Macbeth című előadásával akkora sikere volt, hogy a rangos osztrák színház a Kammersänger címmel tüntette ki. Az 1980-as években Mozart Don Giovannijával a 18. század felé, majd Umberto Giordano Andrea Chénierjével az olasz verizmus felé fordult.
Néhány kritikus őt tartja Tito Gobbi óta a legjobb Rigolettónak. Nagyra értékelik elegáns és kifejező frazeálását, bársonyos hangszínét, zenei intelligenciáját és színészi kvalitásait. A hosszú, lírai sorokban jeleskedik.  Azt is nagyra értékelik, hogy nem veti meg a kisebb szerepeket sem. Bruson egyszer a következőképpen jellemezte önmagát: „Elég önkritikus vagyok ahhoz, hogy megértsem, mire is vagyok képes. Mivel tudtam, hogy nincs mennydörgő hangom a nyers hatásokhoz, az értelmezést kerestem, hiszen fontosabbnak tartom, hogy a közönség valamivel a szívében menjen haza, mint néhány hanggal a fülében.”

## Szerepei
- Vincenzo Bellini: Beatrice di Tenda – Filippo Maria Visconti
- Vincenzo Bellini: A puritánok – Richard Forth
- Georges Bizet: Gyöngyhalászok – Zurga
- Georges Bizet: Carmen – Escamillo
- Gaetano Donizetti: Fausta – Nagy Konstantin
- Geatano Donizetti: Gabriella di Vergi – Fayel, Vergi grófja
- Gaetano Donizetti: Lammermoori Lucia – Encrico Ashton
- Gaetano Donizetti: Belizár – Belizár, hadvezér
- Gaetano Donizetti: Devereux Róbert – Nottingham hercege
- Gaetano Donizetti: Polyutus – Severus
- Gaetano Donizetti: Alba herceg – Alba hercege
- Gaetano Donizetti: A mártírok – Severus
- Gaetano Donizetti: A kegyencnő – XI. Alfonz
- Gaetano Donizetti: Linda di Chamounix – Antonio, Linda apja
- Gaetano Donizetti: Don Pasquale – Don Pasquale
- Gaetano Donizetti: Rohani Mária – Enrico, Chevreuse hercege
- Gaetano Donizetti: Caterina Cornaro – Lusignano, Ciprus királya
- Alberto Franchetti: Cristoforo Colombo – Cristoforo Colombo
- Umberto Giordano: Andrea Chénier – Carlo Gérard
- Joseph Hadyn: A lakatlan sziget – Enrico, Gernando barátja
- Ruggero Leoncavallo: I Medici – Lorenzo de' Medici
- Ruggero Leoncavallo: Edipo re – Edipo
- Pietro Mascagni: Parasztbecsület – Alfio, fuvaros
- Jules Massenet: Manon – Lescaut, Manon unokafivére
- Jules Massenet: Thaïs – Athanaël
- Wolfgang Amadeus Mozart: Don Giovanni – Don Giovanni
- Amilcare Ponchielli: Gioconda – Barnaba
- Szergej Szergejevics Prokofjev: Eljegyzés a kolostorban – Don Ferdinando
- Giacomo Puccini: Manon Lescaut – Lescaut hadnagy, Manon bátyja
- Giacomo Puccini: Tosca – Scarpia
- Giacomo Puccini: A köpeny – Michele, az uszály tulajdonosa
- Giacomo Puccini: Tell Vilmos – Tell Vilmos
- Gioachino Rossini: A házassági kötelezvény – Tobias Mill, kereskedő
- Antonio Sacchini: Edipo a Colono – Edipo
- Camille Saint-Säens: Sámson és Delila – Dagon főpapja
- Gaspare Spontini: La Vastale – Cinna
- Richard Strauss: Capriccio – Oliver
- Igor Stravinsky: Oedipus rex – Kreón, Iokaszté testvére
- Giuseppe Verdi: Nabucco – Nabucco, Babilónia királya
- Giuseppe Verdi: Ernani – Don Carlos, Spanyolország királya
- Giuseppe Verdi: A két Foscari – Francesco Foscari, Velence dózséja
- Giuseppe Verdi: Giovanna d’Arco – Giacomo, pásztor, Giovanna apja
- Giuseppe Verdi: Alzira – Gusmano, Peru kormányzója
- Giuseppe Verdi: Attila – Ezio, generális
- Giuseppe Verdi: Macbeth – Macbeth, a skót király hadvezére
- Giuseppe Verdi: A haramiák – Francesco
- Giuseppe Verdi: Jeruzsálem – Toulouse grófja
- Giuseppe Verdi: A kalóz – Seid, Koroni pasája
- Giuseppe Verdi: Luisa Miller – Miller, nyugdíjas katona
- Giuseppe Verdi: Rigoletto – Rigoletto, a herceg udvari bolondja
- Giuseppe Verdi: A trubadúr – Luna gróf
- Giuseppe Verdi: Traviata – Giorgio Germont
- Giuseppe Verdi: A szicíliai vecsernye – Montfort hercege, Szicília kormányzója
- Giuseppe Verdi: Simon Boccanegra – Simon Boccanegra
- Giuseppe Verdi: Az álarcosbál – Renato
- Giuseppe Verdi: A végzet hatalma – Don Carlos di Vargas
- Giuseppe Verdi: Don Carlos – Posa márki, Rodrigo, máltai lovag
- Giuseppe Verdi: Aida – Amonasro, Etiópia királya
- Giuseppe Verdi: Otello – Jago, zászlós
- Giuseppe Verdi: Falstaff – Sir John Falstaff
- Ermanno Wolf-Ferrari: Il segreto di Susanna – Conte Gil

## Felvételei
| Év   | Opera                 | Szerep               | További szereplők                                                | Karmester           | Kiadó                     |
| ---- | --------------------- | -------------------- | ---------------------------------------------------------------- | ------------------- | ------------------------- |
| 1977 | A lakatlan sziget     | Enrico               | Linda Zoghby, Norma Lerer, Luigi Alva                            | Doráti Antal        | Philips                   |
| 1978 | Sámson és Delila      | Dagon főpapja        | Plácido Domingo, Jelena Vasziljevna Obrazcova, Robert Lloyd      | Daniel Barenboim    | Deutsche Grammophon       |
| 1979 | Luisa Miller          | Miller               | Katia Ricciarelli, Plácido Domingo, Jelena Vasziljevna Obrazcova | Lorin Maazel        | Deutsche Grammophon       |
| 1980 | Az álarcosbál         | Renato               | Plácido Domingo, Katia Ricciarelli, Edita Gruberová              | Claudio Abbado      | Deutsche Grammophon       |
| 1980 | Tosca                 | Scarpia              | Renata Scotto, Plácido Domingo                                   | James Levine        | EMI                       |
| 1980 | Traviata              | Giorgio Germont      | Renata Scotto, Alfredo Kraus                                     | Riccardo Muti       | EMI                       |
| 1981 | Il segreto di Susanna | Conte Gil            | Renata Scotto                                                    | John Pritchard      | CBS                       |
| 1981 | Rigoletto             | Rigoletto            | Edita Gruberová, Neil Shicoff, Robert Lloyd                      | Giuseppe Sinopoli   | Philips/Decca             |
| 1982 | Parasztbecsület       | Alfio                | Jelena Vasziljevna Obrazcova, Plácido Domingo, Fedora Barbieri   | Georges Prêtre      | Decca                     |
| 1982 | Falstaff              | Falstaff             | Katia Ricciarelli, Leo Nucci, Barbara Hendricks                  | Carlo Maria Giulini | Deutsche Grammophon       |
| 1983 | Az álarcosbál         | Renato               | Luciano Pavarotti, Margaret Price, Kathleen Battle               | Solti György        | Decca                     |
| 1983 | Alzira                | Gusmano              | Ileana Cotrubaș, Francisco Araiza                                | Lamberto Gardelli   | Orfeo                     |
| 1983 | Lammermoori Lucia     | Enrico Ashton        | Edita Gruberová, Alfredo Kraus, Robert Lloyd                     | Nicola Rescigno     | EMI                       |
| 1983 | Macbeth               | Macbeth              | Mara Zampieri, Robert Lloyd, Neil Shicoff                        | Giuseppe Sinopoli   | Decca/Deutsche Grammophon |
| 1984 | Manon Lescaut         | Lescaut              | Mirella Freni, Plácido Domingo                                   | Giuseppe Sinopoli   | Deutsche Grammophon       |
| 1985 | A végzet hatalma      | Don Carlos di Vargas | Rosalind Plowright, José Carreras, Agní Bálca                    | Giuseppe Sinopoli   | Deutsche Grammophon       |
| 1993 | Don Pasquale          | Don Pasquale         | Eva Mei, Frank Lopardo, Thomas Allen                             | Roberto Abbado      | RCA                       |
| 1995 | Rigoletto             | Rigoletto            | Rost Andrea, Roberto Alagna                                      | Riccardo Muti       | Sony                      |

## Elismerései
- Carlo Maria Giulini: „Azt hiszem, Renato Bruson most A Falstaff. Megvan benne a szellemesség, az intelligencia, a méltóság és természetesen a hang.”[9]
- Christian Springer zenekritikus ezt írta róla: „Ő volt a múlt század második felének Verdi-baritonja. Nem olyan Verdi-bariton, amilyennek az 1950-es és 1960-as években értették (vagy inkább félreértették), hanem olyan Verdi-bariton, amilyennek maga a zeneszerző értette és kívánta.”[10]

## Díjai, kitüntetései
Számos kitüntetésben részesült, többek között:
- Fermo díszpolgára
- Az Urbino Egyetem tiszteletbeli doktora
- Parma díszpolgára
- Ortona (Francesco Paolo Tosti szülővárosa, akinek számos művét előadta) díszpolgára
- Palmi (Francesco Cile) szülővárosa) díszpolgára
- A londoni Donizetti Társaság tiszteletbeli tagsága
- Az Olasz Köztársaság Cavaliere di Gran Croce kitüntetése
- A Máltai Lovagrend kitüntetése
- A bécsi Staatsoper által odaítélt Kammersänger cím

1980-ban megkapta a francia Académie du disque Lyrique Orphée d'or díját a Deutsche Grammophon Luisa Miller című lemezéért.

## Fordítás
- Ez a szócikk részben vagy egészben  a   Renato Bruson című angol Wikipédia-szócikk ezen változatának fordításán alapul.  Az eredeti cikk szerkesztőit annak laptörténete sorolja fel. Ez a jelzés csupán a megfogalmazás eredetét és a szerzői jogokat jelzi, nem szolgál a cikkben szereplő információk forrásmegjelöléseként.